# Йоганнес Клеменс
Йоганнес Клеменс (нім. Johannes Clemens; 21 травня 1911, Гота — 15 липня 1944, Північне море) — німецький офіцер-підводник, оберлейтенант-цур-зее резерву крігсмаріне (1 березня 1943).

## Біографія
В 1935 році вступив на флот. З серпня 1940 року — командир корабля в флотилії оборони гавані Нарвіка. З липня 1942 року — командир корабля і групи в 10-й флотилії форпостенботів. В березні-вересні 1943 року пройшов курс підводника, у вересні-листопаді — курс командира підводного човна. З 4 грудня 1943 року — командир підводного човна U-319. 5 липня 1944 року вийшов у свій перший і останній похід. 15 липня U-319 був потоплений в Північному морі, південно-західніше Ставангера (57°40′ пн. ш. 04°26′ сх. д.) глибинними бомбами британського бомбардувальника «Ліберейтор». Всі 51 члени екіпажу загинули.

## Нагороди
- Медаль «За вислугу років у Вермахті» 4-го класу (4 роки)
- Хрест Воєнних заслуг 2-го класу з мечами (1 вересня 1941)
- Нагрудний знак мінних тральщиків (31 березня 1942)
- Залізний хрест 2-го класу (30 січня 1943)